# Zuma Beach

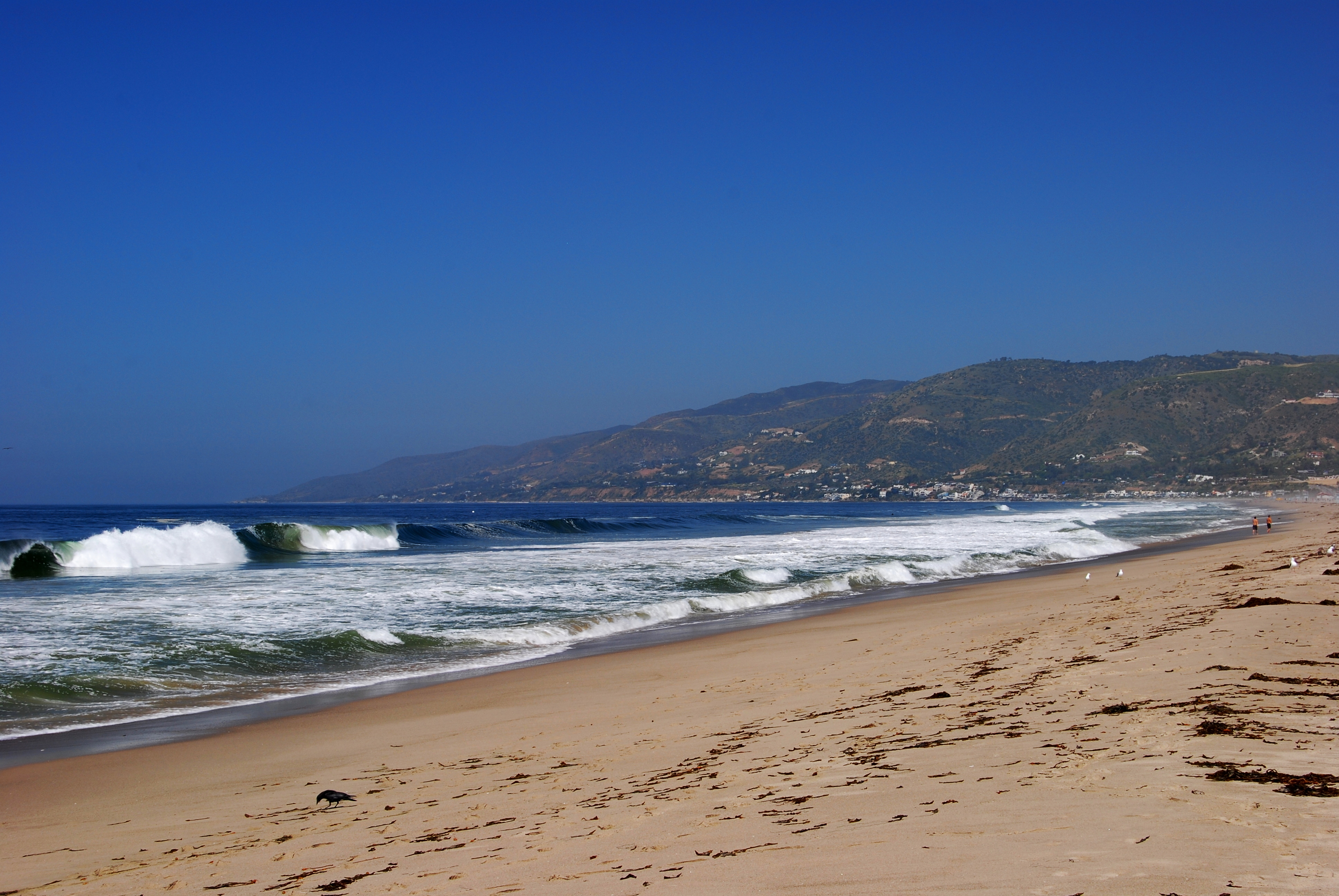
Zuma Beach, vers le nord-ouest, à proximité du parc du comté

Zuma Beach est l'une des plages les plus grandes et les plus populaires du comté de Los Angeles, en Californie. Elle est connue pour son sable long et large et ses excellentes vagues. Elle se classe régulièrement parmi les plages les plus saines du comté de Los Angeles pour la propreté de l'eau. L'origine du nom de la plage peut être liée à l'origine du nom du [promontoire] voisin Point Dume. Point Dume a été nommé par George Vancouver en 1793 en l'honneur du Padre Francisco Dumetz de Mission San Buenaventura. Le nom a été mal orthographié sur la carte de Vancouver comme «Dume» et n'a jamais été corrigé. Sur un plan d'ensemble du Rancho Topanga Malibu Sequit finalement confirmé au nouveau propriétaire Matthew Keller en août 1870, le point est marqué sur la carte comme "Point Zuma ou Duma".

## Caractéristiques

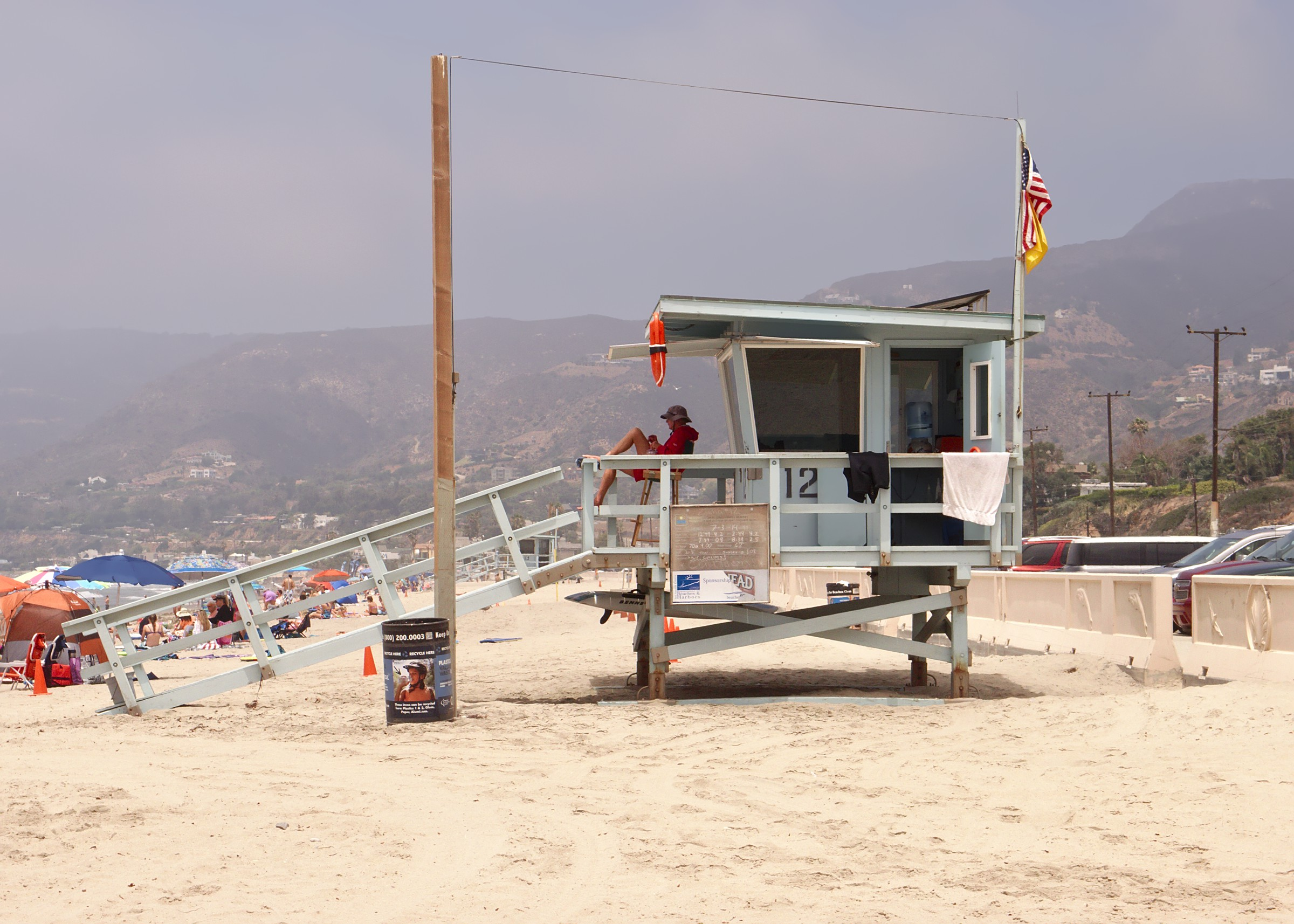
Tour de sauvetage 12

Zuma est protégée par l'unité Lifeguard du Los Angeles County Fire Department avec 14 tours de sauvetage sur le sable proprement dit et l'un des quatre quartiers généraux de la section du comté de Los Angeles situé au centre de la plage. Comme toutes les plages avec de bonnes vagues, Zuma a sa part de courants de retour. Les visiteurs sont encouragés à ne pas nager ou surfer devant le quartier général des sauveteurs entre les tours 8 et 9, une zone particulièrement exposée aux courants de retour. Ces courants sont si fréquents qu'en 2007, l'unité de sauvetage des pompiers du comté de Los Angeles utilise la plage de Zuma pour illustrer un courant de retour.
La plage de Zuma accueille chaque année plusieurs événements de surf de premier plan. Avec des conditions de vent optimales presque tous les jours en fin d'après-midi, Zuma attire de nombreux adeptes du kitesurf à l'extrémité nord de la plage de Zuma.
La plage de Zuma est accessible directement depuis la PCH, et se trouve entre les principaux couloirs d'accès Las Virgenes/Malibu Canyon Road et Kanan-Dume Road au sud-est, et Las Posas Road au nord-ouest. Le parking est disponible dans un grand parc de stationnement payant. Un parking supplémentaire est disponible sur la PCH adjacente.
Sur son côté sud-est, Zuma est bordé par la plage Westward. Westward est géographiquement situé sur le promontoire le plus à l'ouest de Malibu, connu sous le nom de Point Dume. Westward comprend un tronçon de route à double sens juste au bord du sable. Il est possible de se garer sur la route ainsi que dans un parking payant. La plage Westward est marquée par un plateau de sable plus court que celui de Zuma, un véritable pipeline, rendant les vagues de moindre durée et d'impact plus élevé. La plage Westward n'est recommandée qu'aux nageurs forts, car l'action des vagues, comparée à celle de la plage Zuma, est plus forte, peut pousser les nageurs vers le bas et provoquer un crunch plus prononcé. Westward Beach est l'endroit où l'ancien maître nageur Jesse Billauer a subi l'accident qui l'a laissé paralysé.

## Installations
- Terrains de volleyball de plage (volleyball de plage de Pepperdine Waves)[9]
- Le bodyboard
- Body surfing
- Plongée (peu profonde)
- Pêche
- Stands de nourriture, saisonniers
- Kitesurf
- Douches extérieures (froides)
- Terrain de stationnement
- Toilettes
- Surfant
- La natation; sauveteur en service pendant les heures de clarté
- Passerelle (accessible en fauteuil roulant)
- Planche à voile

Parking : 2025 places (43 handicapés) Véhicule électrique - 3 inductif, 1 conducteur

## Utilisation d'urgence
En cas d'urgence, par exemple en cas d'incendie, de coulée de boue ou de tremblement de terre, la plage Zuma est le centre d'évacuation d'urgence désigné pour les personnes évacuées. Avec son terrain plat, son parking ouvert, ses kilomètres de sable immaculé et son aménagement paysager, elle constitue un abri en plein air optimal pour les premières interventions.
La plage de Zuma dispose également d'une aire d'atterrissage pour hélicoptères, qui permet d'effectuer des transports aériens d'urgence vers les centres de traumatologie locaux.

## Lieu de tournage
Du fait de sa proximité avec l'industrie du cinéma et de la télévision dans la ville de Los Angeles, la plage de Zuma a été un lieu de prédilection pour les publicités dans le cinéma et la presse écrite, le cinéma et la télévision, tels que :
Films
- La Planète des singes (1968) - la célèbre scène finale a été tournée près de Westward Beach, sur la falaise de Point Dume
- Plage de Zuma (1978) - un téléfilm réalisé par Lee H. Katzin
- La scène finale de la plage et l'image de transition d'une vague s'écrasant contre un rocher dans Barton Fink (1991) des frères Coen ont été tournées à Zuma Beach.
- Proposition indécente (1993) - réalisé par Adrian Lyne

Télévision
- Jinny de mes rêves (1965-1970) - comme "une île déserte du Pacifique Sud" lorsque le Capt. Tony Nelson découvre Jeannie dans le premier épisode
- Alerte à Malibu (1989–2001) - un site fréquemment utilisé pour la série télévisée
- Top Model USA (2003-2015) - le lieu d'un challenge commercial (cycle 22, 2015)
- Scorpion (2014-2018) - un lieu dans la saison 1, épisode 12

## Événements
La plage de Zuma accueille le triathlon annuel Malibu Nautica, au profit de l'hôpital pour enfants de Los Angeles. La partie natation débute à la plage de Zuma, suivie d'une partie cycliste le long de la plage de Zuma, au nord de Deer Creek Canyon, et d'une course à pied le long du trottoir qui fait face à la plage de Zuma. La Malibu Nautica, qui en est à sa 34e édition en 2008, attire des concurrents du monde entier, mais elle est surtout connue dans la culture populaire pour les célébrités d'Hollywood et les médaillés olympiques à la retraite qui y participent. Les stars des dernières Nauticas ont été David Duchovny, Felicity Huffman, Carl Lewis, Jennifer Lopez, William H. Macy et Matthew McConaughey. De nombreuses stars de la télévision ont également participé à la compétition. En 2008, les athlètes participant à la Nautica ont récolté près de 980 000 dollars pour l'hôpital pour enfants.

## Musique
- Zuma est le nom d'un album de Neil Young sorti en 1975
- Zuma Beach est mentionnée dans la chanson Some Girls des Rolling Stones[10]
- Zuma Beach est mentionné dans la chanson Why I Came to California de Leon Ware
- U2 fait référence à Zuma Beach dans leur chanson "California"[11].
- Un wagon de surfeur chantant mentionne Zuma dans la chanson "Worthless" dans The Brave Little Toaster (1987)[12].
- NASCAR sur Fox a utilisé un instrumental appelé "Zuma Beach" de 2001 à 2006. Il a été co-écrit par Chris Lang et Eric Cunningham. On ne sait pas s'ils ont nommé la chanson d'après le film de 1975 ou la plage réelle.
- Don Henley a écrit la chanson The Boys of Summer sur la plage de Zuma
- Robin Sparkles (incarnée par Cobie Smulders dans How I Met Your Mother) a interprété la chanson Sandcastles in the Sand comme prochain grand single de Let's Go to the Mall, dont le clip a été tourné sur la plage de Zuma.
- Zuma Beach est le nom d'une chanson de Francesco Bianconi, issue de Forever, son premier album studio.
- Le groupe "Surf Punks" a produit et conçu une grande partie de sa musique de la fin des années 1970 au moins au début des années 1980 dans un garage en face de Zuma Beach. Faisant référence à Zuma Beach à l'occasion dans des vidéos associées à la musique de "Surf Punks", les mots "Zuma Beach" étaient également gravés au bas du support de batterie dans plusieurs des vidéos du groupe, y compris la vidéo de 1980 pour la chanson "My Beach"[13].

## Autres références
- Les chanteurs Gwen Stefani et Gavin Rossdale ont nommé leur deuxième enfant Zuma Nesta Rock Rossdale (né le 21 août 2008).
- Jamie Fry et sa femme Anne se sont mariés à Zuma Beach en juillet 2015.